# プロスペクト・アベニュー駅 (BMT4番街線)
プロスペクト・アベニュー駅（英語: Prospect Avenue）はブルックリン区のゴワナス、グリーンウッド・ハイツ、パーク・スロープ、サウス・パーク・スロープの境、プロスペクト・アベニューと4番街交差点に位置するニューヨーク市地下鉄BMT4番街線の駅である。D系統とN系統が深夜のみ、R系統が終日、W系統がラッシュ時に停車する。

## 歴史
1915年6月22日に当駅は59丁目駅まで開業した際の途中駅として開業した。当駅は1960年代にホームが延伸され、1970年代後半に改装されている。
その後、2015-2019年投資計画でニューヨーク市地下鉄の30駅を6か月以内営業休止して全面的な改装を行うことが計画され、当駅もその対象となった。2016年1月から5月にかけて、アラップがコンサルティングを務め、グリムショー・アーキテクツによって駅改装工事の設計が行われた。これら3駅の改装工事を行うパッケージ1の契約相手は2016年11月30日に発表され、Citnalta-Forte Joint Venture社が改装工事を施工した。駅は
2017年6月5日に営業休止となった後、同年11月2日に終了し通常営業に戻った。この改装で壁や床の張替え、USBステーションや地図、Wi-Fiの設置が行われた。

## 駅構造
| G          | 地上階                     | 出入口 |
| P ホーム階 | 相対式ホーム、右側扉が開く | 相対式ホーム、右側扉が開く |
| P ホーム階 | 北行緩行線                 | ← 深夜帯：205丁目駅行き（9丁目駅） ← 深夜帯：アストリア-ディトマース・ブールバード駅行き（9丁目駅） ← フォレスト・ヒルズ-71番街駅行き（9丁目駅） ← 深夜帯：ホワイトホール・ストリート駅行き（9丁目駅） ← ラッシュ時：アストリア-ディトマース・ブールバード駅行き（9丁目駅） |
| P ホーム階 | 北行急行線                 | ← 深夜帯以外：通過 |
| P ホーム階 | 南行急行線                 | → 深夜帯以外：通過 → |
| P ホーム階 | 南行緩行線                 | → 深夜帯：ウェスト・エンド線経由コニー・アイランド駅行き（25丁目駅）→ 深夜帯：シー・ビーチ線経由コニー・アイランド駅行き（25丁目駅）→ ベイ・リッジ-95丁目駅行き（25丁目駅）→ ラッシュ時：86丁目駅行き（25丁目駅）→                                                          |
| P ホーム階 | 相対式ホーム、右側扉が開く | |

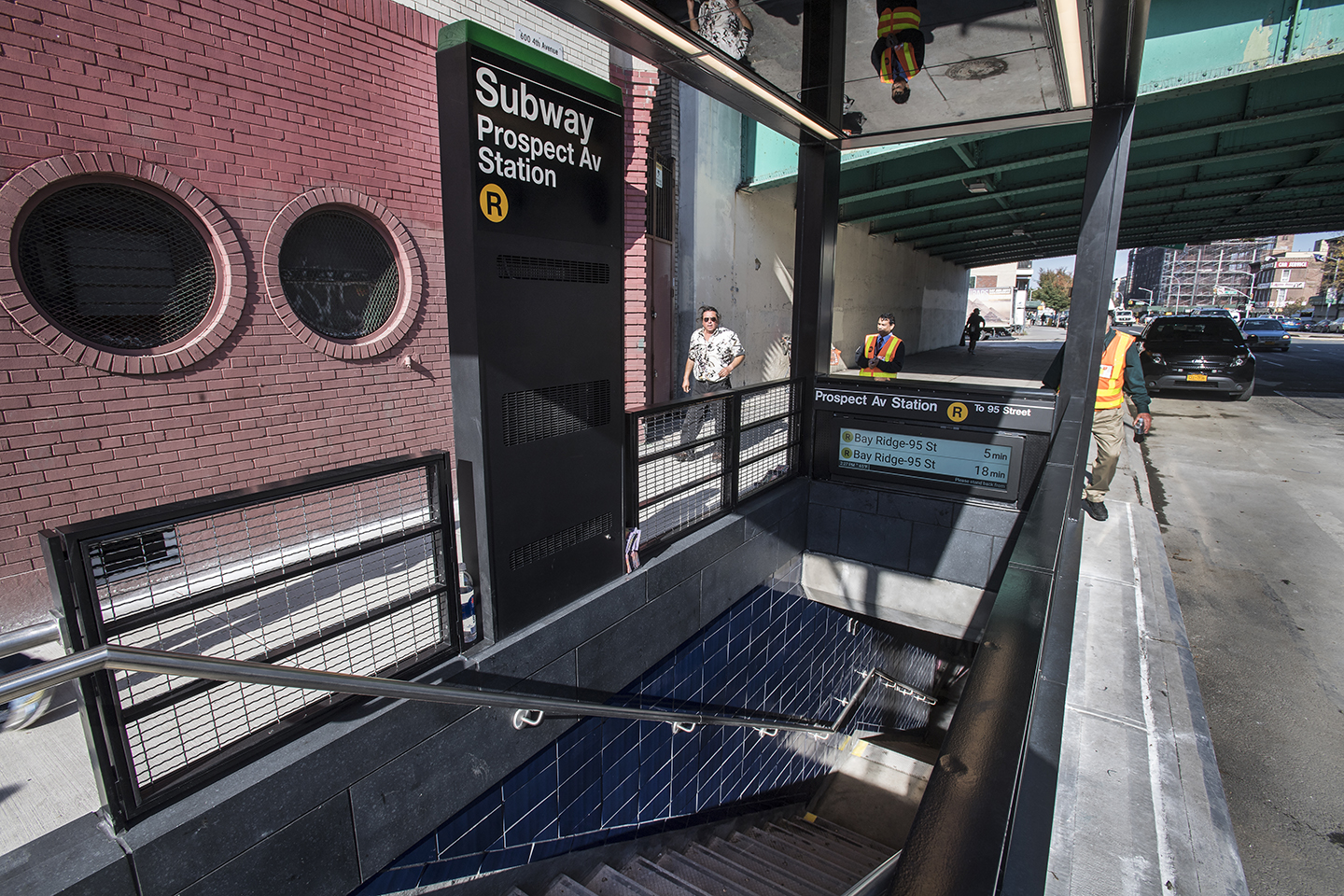
4番街西側にある南行ホームへの入口

当駅は急行通過駅では典型的な相対式ホーム2面4線の構造で、カーブ上に設置されている。なお、南北ホームを結ぶ連絡通路はない。
ホームにはMonika Bravo氏によって描かれたアートワークがある。

### 出口
改札は各ホーム横にあり、ホーム間連絡通路はなく乗り間違いに注意を要する。北行ホームからは4番街東側歩道プロスペクト・エクスプレスウェイ付近に2か所、南行ホームからは4番街西側歩道に1か所、いずれもプロスペクト・アベニュー南側に階段が接続している。